# Привольный (Удмуртия)
Привольный — деревня в Можгинском районе Удмуртской республики. 

## География
Находится в южной части Удмуртии на расстоянии приблизительно 18 км на восток-юго-восток по прямой от районного центра города Можга. 

## История
Известна с 1932 года как деревня, в 1939 выселок, с 1955 по 2002 год починок . До 2021 года входила в состав Большекибьинского сельского поселения. 

## Население
Постоянное население составляло 1 человек в 2002 году (удмурты 100%) , 1 в 2012 .